# إيلينا تساغرينو
إيلينا تساغرينو هي مغنية يونانية، مثلت قبرص في مسابقة الأغنية الأوروبية 2021 .